# Calcariidae
Los calcaríidos (Calcariidae) son una pequeña familia de paseriformes que se distribuyen por todo el mundo. Se conocen 3 géneros y 6 especies.

## Taxonomía
Los estudios de ADN confirman que las especies de esta familia forman un clado separado de Emberizidae. Alström et al. (2008) propusieron integrarlas en la tribu Calcariini, pero el Congreso Ornitológico Internacional las colocó en una familia propia en 2010.

### Clasificación
- Calcarius
  - Calcarius lapponicus
  - Calcarius pictus
  - Calcarius ornatus
- Plectrophenax
  - Plectrophenax nivalis
  - Plectrophenax hyperboreus
- Rhynchophanes
  - Rhynchophanes mccownii

Probablemente el extinto Pliocalcarius pertenezca a esta familia.